# Hildegarde Naughton

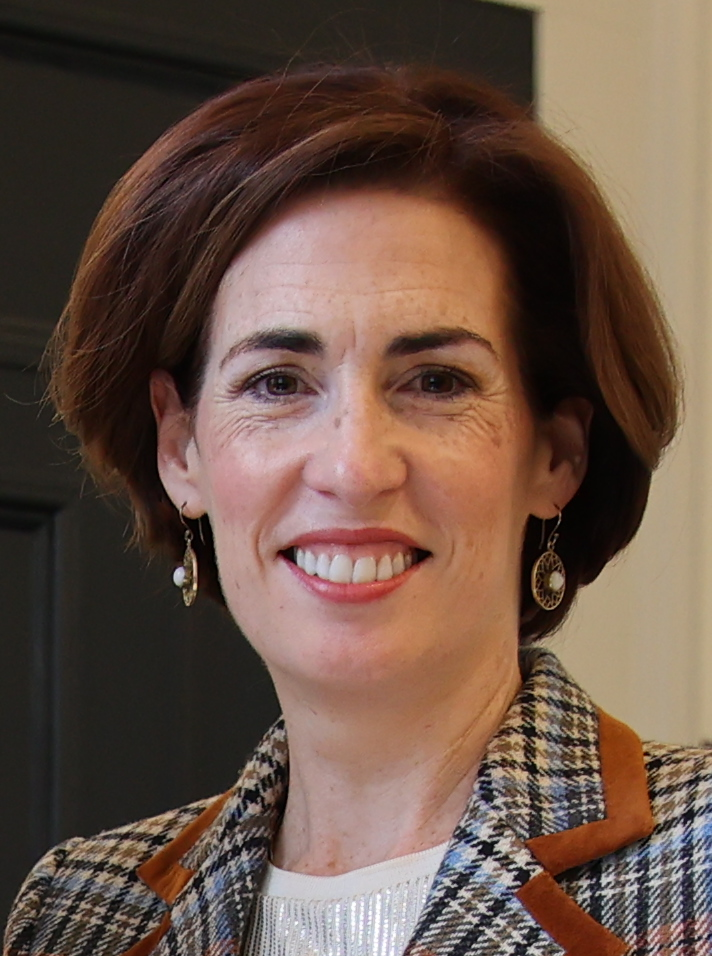
Hildegarde Naughton (2024)

Hildegarde Naughton (irisch Hildegarde Ní Neachtáin; * 1. Mai 1977 in Galway, Irland) ist eine irische Politikerin. Sie gehört der Fine Gael an und wurde 2016 Teachta Dála für den Wahlkreis Galway West. 

## Leben
Naughton wuchs in Oranmore auf. Nach Schule und dem Studium an der Universität wurde sie bekannt durch die Rolle Eliza Doolittles in einer Inszenierung von My Fair Lady. Naughton ist ausgebildete Sopranistin und spricht fließend Französisch.

## Politik
2009 erreichte sie auf kommunaler Ebene einen nicht erwarteten Erfolg, als sie im Wahlbezirk Galway West einen Sitz erreichte. Sie nahm dann mehrere Posten in der Stadtverwaltung von Galway wahr. Bei den Wahlen zum Dáil Éireann 2011 war sie noch erfolglos. Im Rahmen der Postenrotation wurde sie von 2011 bis 2012 für die Fine Gael Bürgermeisterin von Galway (Mayor of Galway).
2013 wurde sie durch den Taoiseach Enda Kenny zur Senatorin ernannt. 
Bei den Parlamentswahlen 2016 gelang ihr dann der Einzug in den Dáil Éireann für den Wahlkreis Galway West. Diesen Sitz konnte sie bei den Wahlen 2020 verteidigen. 2020 wurde sie Staatsministerin für Straßenverkehr und Logistik sowie Staatsministerin für Postangelegenheiten. Zwischenzeitlich (April bis November 2021) vertrat sie Helen McEntee als Justizministerin während deren Schwangerschaft.
Mit der Kabinettsumbildung im Dezember 2022 (Regierung Varadkar II) wurde sie Staatsministerin für das öffentliche Gesundheitswesen und Government Chief Whip, d. h. ranghöchste Staatsministerin mit der Sonderaufgabe die Regierungsgeschäfte für das Kabinett und den Dáil Éireann vorzubereiten. 